# Társasházkezelés
A társasház-kezelés olyan bejelentés köteles szolgáltatási tevékenység, ahol a társasház-kezelő a társasház adottságainak ismeretében – gazdasági elemzés alapján – ajánlatot készít az épület fenntartására vonatkozóan; a tulajdonostársakkal kötött megbízási szerződésben foglaltak szerint az üzemeltetési és karbantartási feladatokat szervezi, a tervezett felújításokat ellenőrzi, irányítja; megbízási szerződés alapján javaslatokat dolgoz ki a társasház gazdálkodása, a közös tulajdonú épületrészek hasznosítása kérdéseiben.
Nem keverendő össze a közös képviselettel, amely a társasház szervezetének minősülő választott tisztség. A társasház-kezelő nem része a társasház szervezetének, nem képviseli a társasházat és jogviszonya nem megválasztással, hanem szerződéssel jön létre.
A társasház-kezelő megbízatás önmagában a közös képviselet ellátására nem jogosít. A társasház-kezelés túlmutat a napi feladatok ellátása, a gazdálkodás, üzemeltetés és képviselet körén. A fenntartásra vonatkozó ajánlat készítése, az üzemeltetési és karbantartási feladatok ellenőrzése és irányítása, valamint a javaslatok kidolgozása a társasház működésének és fenntartásának hosszabb távú stratégiáját jelenti.
Társasház-kezelő igénybevétele a társasházak számára nem kötelezettség csupán egy lehetőség.

## Ki végezhet társasház-kezelést?
Társasház-kezelést bárki végezhet, aki jogképes. A feladatot elláthatja természetes személy és jogi személy is. A társasházakról szóló 2003. évi CXXXIII. törvény (a továbbiakban: Thtv.) alapján azonban üzletszerűen csak az végezhet társasház-kezelői tevékenységet, aki rendelkezik a törvényben meghatározott szakképesítéssel és eleget tesz a törvény szerinti nyilvántartásba vételre vonatkozó bejelentési kötelezettségének. A szolgáltatási tevékenység részletes szabályairól külön jogszabályok rendelkeznek. A kizáró okokat pedig a Thtv. tartalmazza. A törvény alapján nem láthat el társasház-kezelői tevékenységet aki büntetett előéletű, aki ilyen tevékenység folytatását kizáró foglalkozástól eltiltás hatálya alatt áll, valamint az, aki az ilyen tevékenységével összefüggően keletkezett, jogerősen megállapított fizetési kötelezettségének nem tett eleget, üzletszerűen végzett társasház-kezelői tevékenység esetén az, aki nem rendelkezik a törvényben meghatározott szakképesítéssel és nem tesz eleget a nyilvántartásba vételre vonatkozó bejelentési kötelezettségének.

## Az üzletszerűen végzett társasház-kezelői szolgáltatási tevékenység jellemzői, feltételei
Üzletszerűen végzett társasház-kezelői tevékenységet az folytathat, aki rendelkezik a Thtv. felhatalmazása alapján kiadott jogszabályban meghatározott szakmai képesítéssel, és megfelel az ott meghatározott egyéb feltételeknek. Aki üzletszerűen kíván társasház-kezelői tevékenységet folytatni, köteles az erre irányuló szándékát az ingatlanvállalkozás-felügyeleti hatóságnak bejelenteni. Az üzletszerű ingatlankezelő szolgáltatás mellett az üzletszerű társasház-kezelő szolgáltatás egy bejelentésben megjelölhető. A Kormány az üzletszerű társasház-kezelői tevékenység tekintetében hatóságként a szolgáltató lakóhelye vagy székhelye szerint illetékes fővárosi és megyei kormányhivatal járási (fővárosi kerületi) hivatalát jelöli ki.
Ingyenesen - bejelentés és szakképesítés nélkül - bárki folytathat olyan tevékenységet, ami társasház-kezelésnek minősül, vagy egyetlen alkalommal, egy konkrét feladat vonatkozásában végezhet olyan tevékenységet, amely a társasház-kezelés fogalomkörébe tartozik. Ez a tevékenység azonban semmiképpen sem lehet rendszeres, nem irányulhat állandó jövedelemszerzésre.
Szolgáltatási tevékenység a bármely önálló, üzletszerűen - rendszeresen, nyereség elérése érdekében, gazdasági kockázatvállalás mellett - végzett gazdasági tevékenység, kivéve a termelő tevékenységet és a közhatalom gyakorlását. E tekintetben szolgáltatónak minősül a szolgáltatási tevékenységet folytató vállalkozás. Az üzletszerűen, vagyis rendszeresen, nyereség elérése érdekében, gazdasági kockázatvállalás mellett végzett tevékenység akkor teljesül, ha a tevékenységben megjelenik a nyereségre irányultság, az ellenérték fejében, haszonszerzés céljából végzett szolgáltatás. 
| természetes személy szolgáltató végezhet, aki | gazdálkodó szervezet szolgáltató végezhet |
| --- | --- |
| a nemzetgazdasági miniszter hatáskörébe tartozó szakképesítések szakmai és vizsgakövetelményeiről szóló miniszteri rendelet szerinti társasházkezelői, ingatlankezelői, ingatlanközvetítői vagy ingatlanvagyon-értékelő és -közvetítői szakképesítéssel (a továbbiakban: szakképesítés) rendelkezik, és | amelynek tevékenységi köre az általa nyújtani kívánt, mindenkor hatályos TEÁOR nómenklatúra szerinti ingatlanügynöki vagy - kezelési szolgáltatásra is kiterjed, és |
| olyan gazdálkodó szervezet személyesen közreműködő tagja, alkalmazottja vagy foglalkoztatottja, melynek tevékenységi köre az általa nyújtani kívánt, mindenkor hatályos TEÁOR nómenklatúra szerinti ingatlanügynöki vagy -kezelési szolgáltatásra is kiterjed.                                          | amely legalább egy olyan személyesen közreműködő taggal, alkalmazottal vagy - egyéni vállalkozó esetén, ha a tevékenységet nem maga látja el, legalább egy olyan - foglalkoztatottal rendelkezik, aki a hatóság által vezetett, általa nyújtani kívánt szolgáltatásra vonatkozó, a rendelet szerinti nyilvántartásban szerepel. |

| A hatóság törli a nyilvántartásból a szolgáltatót ha | A hatóság - a jogszabályban meghatározott időtartamra - megtiltja a szolgáltatási tevékenység végzését annak a szolgáltatónak, |
| --- | --- |
| a) ilyen tevékenység gyakorlásától eltiltó jogerős bírósági ítélet hatálya alatt áll, b) a természetes személy szolgáltató meghalt vagy a nyilvántartásból való törlését kéri, c) a gazdálkodó szervezet szolgáltató ellen a bíróság felszámolási vagy kényszertörlési eljárást rendelt el, d) a gazdálkodó szervezet szolgáltatót a cégbíróság hivatalból törölte a cégnyilvántartásból vagy az egyéni vállalkozót a hatóság törölte az egyéni vállalkozók hatósági nyilvántartásából. | a) aki a hatósági ellenőrzést akadályozza, b) aki az e rendelet szerinti nyilvántartásban szereplő adatokban bekövetkező változást legkésőbb a változástól számított 5 munkanapon belül a hatóság részére nem jelenti be és e kötelezettségének a hatóság felhívására sem tesz eleget, c) aki vagy amelynek személyesen közreműködő tagja vagy alkalmazottja vagy foglalkoztatottja a szolgáltatási tevékenység folytatásának feltételével már nem rendelkezik, d) akit gazdasági vagy vagyon elleni bűncselekmény miatt jogerősen szabadságvesztés büntetésre ítéltek. |

A szolgáltató a bejelentést követően a bejelentésben foglalt adatokban bekövetkezett változást haladéktalanul köteles bejelenteni a szolgáltatás felügyeletét ellátó hatóságnak. A szolgáltatás felügyeletét ellátó hatóság az adatváltozást bejegyzi az ott meghatározott nyilvántartásba. A szolgáltatási tevékenység megszüntetését a szolgáltató köteles a szolgáltatás felügyeletét ellátó hatóságnak a megszűnést követően haladéktalanul bejelenteni.
A szolgáltatás felügyeletét ellátó hatóság ellenőrzi a bejelentési kötelezettség teljesítését. Ha a szolgáltatás felügyeletét ellátó hatóság ellenőrzése során megállapítja, hogy a szolgáltató a bejelentésköteles tevékenységet bejelentés nélkül ténylegesen folytatja, ideértve azt az esetet is, ha a szolgáltató a bejelentés előírt adataiban bekövetkezett változás bejelentését elmulasztotta, bírságot szab ki, és
- ha a szolgáltató egyébként megfelel az adott szolgáltatási tevékenység megkezdésére és folytatására való jogosultságra vonatkozó jogszabályi előírásoknak, hivatalból nyilvántartásba veszi, vagy az adatváltozást a nyilvántartásba bejegyzi; vagy
- ha a szolgáltató nem felel meg az adott szolgáltatási tevékenység megkezdésére és folytatására való jogosultságra vonatkozó jogszabályi előírásoknak, az adott szolgáltatási tevékenység megkezdésére és folytatására való jogosultság megfelelő igazolásáig határozatban megtiltja az adott szolgáltatási tevékenység folytatását.
A közös képviselőre a fenti kötelezettségek nem vonatkoznak!

## A közös képviselő és a társasház-kezelő összehasonlítása
|                                  | Közös képviselő | Társasház-kezelő |
| -------------------------------- | --- | --- |
| Jogviszonyának létrejötte        | Választott tisztségviselő, a társasház szervezetének része, ezért kötelező megválasztani (vagy helyette intézőbizottságot). Jogviszonya úgy jön létre, hogy a megválasztás alapján a közös képviselő-jelölt elvállalja a tisztség betöltését. | Nem választott tisztségviselő, nem része a társasház szervezetének, igénybevétele a társasházak számára nem is kötelező, csak egy lehetőség. Nem azonosítható a közös képviseleti tevékenységgel, attól lényegesen szűkebb kört fed le. |
| Jogviszonya                      | A tevékenységre vonatkozhat a munkaszerződés (ritka, vagy alig) vagy a megbízási szerződés szabálya. | Megbízási viszonyban, a tulajdonostársakkal kötött megbízási szerződésben foglaltak szerint végzi a tevékenységét. Munkaviszonyban nem végezhető. |
| Eljárási képessége               | Képviseli a társasházközösséget. A perbeli cselekvőképesség a közös képviselőt illeti meg, társasház sérelmére elkövetett bűncselekmény esetén a közös képviselő jogosult pótmagánvádlóként fellépni. | A tulajdonközösség képviseletére nem jogosult. |
| Feladata                         | Feladatait a közgyűlés, a szervezeti-működési szabályzat és a Thtv. is tartalmazza. Feladata különösen (nem teljes és nem részletes felsorolás): 1. A tulajdonközösség képviselete. 2. Szerződés megkötése a kamerarendszer üzemeltetőjével. 3. Közgyűlés összehívásával, levezetésével kapcsolatos feladatok. 4. Közgyűlési határozatokkal kapcsolatos feladatok. 5. Írásbeli szavazással kapcsolatos feladatok. 6. Az épület fenntartásával kapcsolatos feladatok. 7. A közös költséggel kapcsolatos feladatok. 8. Iratőrzési feladatok. 9. A tulajdonostársak tájékoztatása a rezsicsökkentésről. 10. A Közgyűlési Határozatok Könyvének vezetése és őrzése. 11. Biztosítani a tulajdonostársaknak az iratbetekintést. 12. A közös költség tartozásra vonatkozó tájékoztatási kötelezettség. 13. Költségvetési javaslat készítése. 14. A társasházközösség könyveinek vezetése. 15. A társasházközösség éves elszámolása, beszámolás. 16. Iratátadási kötelezettség. 17. Adatkezelés. 18. A Tűzvédelmi Házirend kidolgozása, kiadása, gondoskodni köteles a megismertetéséről, megtartásáról és megtartatásáról. 19. Társasház-kezelő hiányában az általa elvégzendő feladatok többségét köteles ellátni. | A társasházkezelő a tevékenységi körén belül: 1. a társasház adottságainak ismeretében – gazdasági elemzés alapján – ajánlatot készít az épület fenntartására vonatkozóan, 2. a tulajdonostársakkal kötött megbízási szerződésben foglaltak szerint szervezi az üzemeltetési és karbantartási feladatokat, irányítja és ellenőrzi a tervezett felújításokat, 3. a megbízási szerződés alapján javaslatokat dolgoz ki a társasház gazdálkodása, a közös tulajdonú épületrészek hasznosítása kérdéseiben. A társasház működésének és fenntartásának hosszabb távú stratégiáját jelenti. |
| Bejelentési kötelezettség        | Nem kell bejelentkezni az ingatlanügyi hatósághoz, mert nem szolgáltatói tevékenységet lát el. | Nyilvántartásba vételre vonatkozó bejelentés köteles szolgáltatási tevékenység, a társasház-kezelő köteles bejelentkezni az ingatlanügyi hatósághoz. |
| Szakképzettség                   | A közös képviselőnek nem kötelező szakmai végzettséggel rendelkeznie. | Üzletszerűen végzett társasház-kezelői tevékenységet az folytathat, aki rendelkezik az a Thtv. felhatalmazása alapján kiadott jogszabályban meghatározott szakmai képesítéssel, és megfelel az ott meghatározott egyéb feltételeknek. |
| Üzletszerűen végzett tevékenység | Üzletszerűen végzett közös képviseleti tevékenység a törvényben nincs nevesítve és feltételekhez szabva. Nem minősül gazdasági tevékenységnek. | Üzletszerűen végzett társasház-kezelői tevékenység: társasház-kezelői, illetve ingatlankezelői szolgáltatás, mely a szolgáltatási tevékenység megkezdésének és folytatásának általános szabályairól szóló törvényben meghatározottak szerint önálló, üzletszerűen – nyereség elérése érdekében rendszeresen, gazdasági kockázatvállalás mellett – végzett gazdasági tevékenység. |
| Egymás tevékenységének ellátása  | Elláthat társasház-kezelői tevékenységet is. A közgyűlésnek határozatot kell hoznia erről, majd a határozat alapján megbízási szerződést kell kötni. | Elláthat közös képviselői tevékenységet is. Ehhez meg kell választani közös képviselőnek. |
| Kizáró okok                      | Nem lehet közös képviselő: a) aki büntetett előéletű, b) aki ilyen tevékenység folytatását kizáró foglalkozástól eltiltás hatálya alatt áll, valamint az, aki c) az ilyen tevékenységével összefüggően keletkezett, jogerősen megállapított fizetési kötelezettségének nem tett eleget. | Nem láthat el társasház-kezelői tevékenységet: a) aki büntetett előéletű, b) aki ilyen tevékenység folytatását kizáró foglalkozástól eltiltás hatálya alatt áll, valamint az, aki c) az ilyen tevékenységével összefüggően keletkezett, jogerősen megállapított fizetési kötelezettségének nem tett eleget. |

## Lehet-e a közös képviselő egyben társasház-kezelő is?
Igen, de csak meghatározott feltételek teljesülése esetén. A közös képviselő a közgyűlés határozata alapján társasház-kezelői tevékenységet is elláthat. Ebben az esetben a szerződésnek tartalmaznia kell a meghatározott társasház-kezelői tevékenység körében ellátandó feladatokat és az e tevékenység díjazása kérdésében történő megállapodást is.
A Thtv. ezen rendelkezése szerint amennyiben a közös képviselő társasház-kezelői tevékenység ellátására is megbízást kap, a szerződésnek az erre vonatkozó feladatkörét és a díjazás kérdésében történő megállapodást tartalmaznia kell. Ez egyben azt is jelenti, hogy a közös képviselő nem lesz automatikusan társasház-kezelő, ehhez két kötelező feltétel szükséges: egyrészt a közgyűlésnek határozatot kell hoznia erről, másrészt a határozat alapján a tulajdonközösségnek megbízási szerződést kell kötnie a társasház-kezelő közös képviselővel. A szerződésnek is van két kötelező tartalma: egyik az elvégzendő feladatok meghatározása, másik az ezért járó megbízási díj megállapítása. Ezek hiányában a társasházkezelésre irányuló szerződés nem jön létre.

## Kapcsolódó szócikk
- Közös képviselő